# シラヒゲハエトリ
シラヒゲハエトリ（Menemerus brachygnathus（Thorell））は、人家やその周辺に生息する一般的なハエトリグモの一種で、特に室外の壁によく見られる。

## 特徴
シラヒゲハエトリは、中型のハエトリグモである。名の由来は、体に多数の短い白い毛が並んでいて、特に触肢のそれがよく目立つことによる。
雌は体長8-10mm、体は全体に偏平で、足もやや平らに広がっている。体色は全体に黒っぽいが、白い毛が密生しているため「白いクモ」と思われることが多い。頭胸部は平らで、前端はほぼ真っすぐ、後方は楕円形。周囲は黒く見え、中央付近は白い毛で覆われる。歩脚は短く、その全体と触肢にも一面に白い短毛が密生している。
腹部は偏平な楕円形で後方がややとがる。腹部背面には矢筈模様があるが、その上に白い毛が密生するので、毛の配列によって白っぽい肋骨のような模様が見える。見かけではむしろその外側、腹部側方に黒い縦筋がはっきり言える。アルコールの液浸標本では矢筈模様が浮かんで見える。
体長はオスで体長6-9mm、雌で8-10mm。オスのほうがメスより一回り小さく、特に腹部が小さいが、体色などはほぼ同じである。また、メスより太い触肢に白い毛が密生しているのがよく目立つ。

## 生息環境
人家によく見られるが、家の中で見ることは少なく、室外の壁や塀に住んでいるのをよく見る。その他公園や寺院など、人工物の外部表面で見ることが多い。樹皮上などで見ることもある。その表面の隙間などに袋状の巣を作り、その周辺を縄張りとして確保し、その範囲を徘徊している。

## 分布
本州から南西諸島にかけて分布し、国外では東南アジアからインドまで分布がある。

## 類似種
同属のものでは、アゴクロハエトリ M. bivittatus Dufourが琉球列島に分布する。よく似ているが、体色はやや暗い。
人家に生息するものとしてはあまり似たものはない。オオハエトリ Marpissa milleri（Peckham）は時に人家周辺に姿を見せ、やや本種に似ているが、雌で10-13mmと一回り大きく、またより自然な環境に姿を見せることが多い。